# Vera Gornostàieva
Vera Gornostàieva   (Moscou, 1 d'octubre de 1929 - Moscou, 19 de gener de 2015), nom complet amb patronímic Vera Vassílievna Gornostàieva, rus: Ве́ра Васи́льевна Горноста́ева, fou una pianista i pedagoga russa.
Artista emèrita de la Federació Russa en el moment de la seva mort, Gornostàieva era llicenciada al Conservatori Txaikovski de Moscou, on el seu professor era Heinrich Neuhaus.

## Carrera
A més de la seva carrera interpretativa, Gornostaeva va ser professora al Conservatori Txaikovski de Moscou. Va impartir classes magistrals a Itàlia, Alemanya, França, Suïssa, el Regne Unit, el Japó i els Estats Units. Allà es va traduir i publicar el seu llibre Two Hours After the Concert. Altres activitats educatives van incloure seminaris anuals dirigits per a professors de música russa, impartir conferències sobre ràdio i televisió sobre música clàssica i arts escèniques i publicar articles i llibres. Va ser membre del jurat i sovint president del jurat de nombrosos concursos internacionals de música de prestigi, i també va ser la presidenta de l'Associació de Músics de Moscou.
Gornostàieva va ser reconeguda per haver format uns 50 guanyadors de concursos internacionals de piano, inclosos Alexander Slobodyanik, Semion Kruchin, Valery Sigalevitch, Petras Geniušas, Dina Joffe, Yuri Lisichenko, Pàvel Iegórov, Alexandre Paley, Eteri Andjaparidze, Ivo Pogorelić, Irene Inzerillo, Aleksandra Romaníć, Sergei Babayan, Maki Sekiya, Màxim Philippov, Vassily Primakov, Ayako Uehara, Yurie Miura, Lukas Geniušas, Vadym Kholodenko, Stanislav Khristenko, Andrey Gugnin, Margarita Ševtšenko, Graziella Concas i altres.
Va fer nombrosos enregistraments per a Melodiya, Philips, Phoenix, Yamaha, LP Classics i altres segells d'obres per a piano de Beethoven, Mozart, Brahms, Chopin, Debussy, Liszt, Schumann, Schubert, Scriabin, Txaikovski, Rachmaninov, Prokófiev, Xostakóvitx i Mussorgsky. Va morir el 19 de gener de 2015.